# Peptid oslobađanja gastrina
Peptid oslobađanja gastrina (GRP) je regulatorni molekul koji učestvuje u brojnim fiziološkim i patofiziološkim procesima. Najbolje poznato dejstvo ovog peptida je stimulacija oslobađanja gastrina iz G ćelija želuca.
Gen iz kojeg je GRP izveden kodira brojne peptide slične bombesinu. Njegov 148-aminokiselina dug preproprotein, nakon odvajanja signalnog peptida, se dalje transformiše da bi se formirao bilo 27 aminokiselina dug peptid oslobađanja gastrina ili 10 aminokiselina dug neuromedin C. Ovi manji peptidi regulišu brojne funkcije gastrointestinalnog i centralnog nervnog sistema, uključujući otpuštanje gastrointestinalnih hormona, kontrakciju ćelija glatkih mišića, i proliferaciju epitelijalnih ćelija.

## Literatura
- Merali Z, McIntosh J, Anisman H (2000). „Role of bombesin-related peptides in the control of food intake”. Neuropeptides. 33 (5): 376—86. PMID 10657515. doi:10.1054/npep.1999.0054.
- Baraniuk JN, Lundgren JD, Shelhamer JH, Kaliner MA (1992). „Gastrin releasing peptide (GRP) binding sites in human bronchi”. Neuropeptides. 21 (2): 81—4. PMID 1557184. doi:10.1016/0143-4179(92)90518-2.
- Spindel ER, Zilberberg MD, Habener JF, Chin WW (1986). „Two prohormones for gastrin-releasing peptide are encoded by two mRNAs differing by 19 nucleotides”. Proc. Natl. Acad. Sci. U.S.A. 83 (1): 19—23. PMC 322782 . PMID 3001723. doi:10.1073/pnas.83.1.19.
- Sausville EA; Lebacq-Verheyden AM; Spindel ER;  . (1986). „Expression of the gastrin-releasing peptide gene in human small cell lung cancer. Evidence for alternative processing resulting in three distinct mRNAs”. J. Biol. Chem. 261 (5): 2451—7. PMID 3003116.
- Lebacq-Verheyden AM; Bertness V; Kirsch I;  . (1987). „Human gastrin-releasing peptide gene maps to chromosome band 18q21”. Somat. Cell Mol. Genet. 13 (1): 81—6. PMID 3027901. doi:10.1007/BF02422302.
- Naylor SL, Sakaguchi AY, Spindel E, Chin WW (1987). „Human gastrin-releasing peptide gene is located on chromosome 18”. Somat. Cell Mol. Genet. 13 (1): 87—91. PMID 3027902. doi:10.1007/BF02422303.
- Lebacq-Verheyden AM; Kasprzyk PG; Raum MG;  . (1989). „Posttranslational processing of endogenous and of baculovirus-expressed human gastrin-releasing peptide precursor”. Mol. Cell. Biol. 8 (8): 3129—35. PMID 3211139.
- Spindel ER; Chin WW; Price J;  . (1984). „Cloning and characterization of cDNAs encoding human gastrin-releasing peptide”. Proc. Natl. Acad. Sci. U.S.A. 81 (18): 5699—703. PMC 391778 . PMID 6207529. doi:10.1073/pnas.81.18.5699.
- Benya RV; Kusui T; Pradhan TK;  . (1995). „Expression and characterization of cloned human bombesin receptors”. Mol. Pharmacol. 47 (1): 10—20. PMID 7838118.
- Moody TW; Zia F; Venugopal R;  . (1994). „Corticotropin-releasing factor stimulates cyclic AMP, arachidonic acid release, and growth of lung cancer cells”. Peptides. 15 (2): 281—5. PMID 8008632. doi:10.1016/0196-9781(94)90013-2.
- Frankel A, Tsao MS, Viallet J (1994). „Receptor subtype expression and responsiveness to bombesin in cultured human bronchial epithelial cells”. Cancer Res. 54 (7): 1613—6. PMID 8137267.
- Lü F, Jin T, Drucker DJ (1996). „Proglucagon gene expression is induced by gastrin-releasing peptide in a mouse enteroendocrine cell line”. Endocrinology. 137 (9): 3710—6. PMID 8756537. doi:10.1210/en.137.9.3710.
- Bertenshaw GP; Turk BE; Hubbard SJ;  . (2001). „Marked differences between metalloproteases meprin A and B in substrate and peptide bond specificity”. J. Biol. Chem. 276 (16): 13248—55. PMID 11278902. doi:10.1074/jbc.M011414200.
- Lambeir AM; Durinx C; Proost P;  . (2001). „Kinetic study of the processing by dipeptidyl-peptidase IV/CD26 of neuropeptides involved in pancreatic insulin secretion”. FEBS Lett. 507 (3): 327—30. PMID 11696365. doi:10.1016/S0014-5793(01)02982-9.
- Mason S; Smart D; Marshall IC;  . (2002). „Identification and characterisation of functional bombesin receptors in human astrocytes”. Eur. J. Pharmacol. 438 (1-2): 25—34. PMID 11906707. doi:10.1016/S0014-2999(02)01268-2.
- Carroll RE; Matkowskyj K; Saunthararajah Y;  . (2002). „Contribution of gastrin-releasing peptide and its receptor to villus development in the murine and human gastrointestinal tract”. Mech. Dev. 113 (2): 121—30. PMID 11960700. doi:10.1016/S0925-4773(02)00032-1.
- Uchida K; Kojima A; Morokawa N;  . (2003). „Expression of progastrin-releasing peptide and gastrin-releasing peptide receptor mRNA transcripts in tumor cells of patients with small cell lung cancer”. J. Cancer Res. Clin. Oncol. 128 (12): 633—40. PMID 12474049. doi:10.1007/s00432-002-0392-8.
- Strausberg RL; Feingold EA; Grouse LH;  . (2003). „Generation and initial analysis of more than 15,000 full-length human and mouse cDNA sequences”. Proc. Natl. Acad. Sci. U.S.A. 99 (26): 16899—903. PMC 139241 . PMID 12477932. doi:10.1073/pnas.242603899.
- Schneider J; Philipp M; Velcovsky HG;  . (2003). „Pro-gastrin-releasing peptide (ProGRP), neuron specific enolase (NSE), carcinoembryonic antigen (CEA) and cytokeratin 19-fragments (CYFRA 21-1) in patients with lung cancer in comparison to other lung diseases”. Anticancer Res. 23 (2A): 885—93. PMID 12820318.

## Spoljašnje veze
- Gastrin-Releasing+Peptide на 
- Fiziologija na  6/6ch2/s6ch2_35